# Gorō Shimura
Gorō Shimura (japanisch 志村 五郎 Shimura Gorō; * 23. Februar 1930 in Hamamatsu; † 3. Mai 2019) war ein japanisch-US-amerikanischer Mathematiker.

## Leben
Shimura studierte Mathematik an der Universität Tokio, wo er 1952 seinen Bachelor-Abschluss machte und 1958 promovierte. Zuvor war er schon ab 1954 Dozent an der Universität Tokio. 1957/58 war er in Europa, zunächst in Paris, aber auch zu Vorträgen in Göttingen, wo er Carl Ludwig Siegel traf, und in Marburg bei Martin Eichler. 1961 wurde er Professor an der Universität Osaka. Ab 1964 war er Professor für Mathematik an der Princeton University (Michael-Henry-Strater-Professur). Er war mehrfach am Institute for Advanced Study (1958–1959, 1967, 1970–1971, 1974–1975, 1979) in Princeton.
Shimura beschäftigte sich mit Modulfunktionen und ihrer Anwendung in der Zahlentheorie. Hier sind viele Konzepte nach ihm benannt, unter anderem Shimura-Varietäten (höherdimensionale Verallgemeinerungen der Modulkurve). Sie werden viel in der arithmetischen algebraischen Geometrie studiert und sind wichtig im Langlands-Programm. Gemeinsam mit dem früh verstorbenen Yutaka Taniyama entwickelte er die von diesem konzipierte Taniyama-Shimura-Vermutung, die Ende der 1990er Jahre vollständig bewiesen wurde und auf der der Beweis der Fermatvermutung aufbaut.
Als Hobby löste er Shōgi-Probleme und sammelte japanisches Imari-Porzellan, worüber er ein Buch verfasste (The Story of Imari: The Symbols and Mysteries of Antique Japanese Porcelain, Ten Speed Press 2008).
1958 war er Invited Speaker auf dem ICM in Edinburgh (Fonctions automorphes et correspondances modulaires), 1966 in Moskau (Number fields and zeta functions associated with discontinuous groups and algebraic varieties), 1970 in Nizza (On arithmetic automorphic functions) und 1978 in Helsinki (Some problems of algebraicity). 1970–1971 war er Guggenheim-Fellow. 1977 erhielt er den Colepreis in Zahlentheorie und 1991 den Asahi-Preis, ebenfalls für seine Forschungen auf diesem Gebiet. 1996 wurde er mit dem Leroy P. Steele Prize der American Mathematical Society ausgezeichnet.
Zu seinen Doktoranden gehören Don Blasius, Robert Rumely, Melvin Hochster, Alice Silverberg, Paul Garrett, Greg Anderson und William Casselman.
Er starb am 3. Mai 2019 im Alter von 89 Jahren.

## Schriften
- The Map of My Life, Springer, 2008, ISBN 978-0-387-79714-4 (englisch, Autobiographie)
- Automorphic functions and number theory, Springer 1968
- Collected Papers, 4 Bände, Springer 2002, 2003
- Euler Products and Eisenstein Series, American Mathematical Society, 1997
- Introduction to the arithmetic theory of automorphic functions, Princeton University Press 1971
- mit Taniyama: Complex multiplication of abelian varieties and its applications to number theory, Mathematical Society of Japan, Tokio 1961
- On the Fourier coefficients of modular forms of several variables, Göttingen, Vandenhoeck und Ruprecht 1975
- Abelian varieties with complex multiplication and modular functions, Princeton University Press 1999
- Arithmetic and analytic theory of quadratic forms and Clifford Groups, AMS 2004
- Arithmeticity in the theory of automorphic forms, AMS 2000
- Arithmetic of quadratic forms, Springer 2010